# Gens Egnatuleya
La gens Egnatuleya (en latín: Egnatuleia) era una familia plebeya de la antigua Roma. El único miembro de la gens que logró alguno de los altos cargos del estado fue Lucio Egnatuleyo, cuestor en el 44 a. C.

## Miembros
- Cayo Egnatuleyo, triumvir monetalis, probablemente durante el siglo I a. C. Acuñó un quinario con la cabeza de Apolo en el anverso y la Victoria con un trofeo en el reverso.[2]
- Lucio Egnatuleyo, cuestor en el 44 a. C. Comandó la cuarta legión, que desertó de Marco Antonio a Augusto. Como recompensa por su conducta en esta ocasión, Cicerón propuso en el Senado que se le permitiera ocupar cargos públicos tres años antes del tiempo legal.[3]